# ثورنتون لي
ثورنتون لي (بالإنجليزية: Thornton Lee)‏ هو لاعب كرة قاعدة أمريكي، ولد في 13 سبتمبر 1906 في سونوما في الولايات المتحدة، وتوفي في 9 يونيو 1997 في توسان في الولايات المتحدة.

## وصلات خارجية
- ثورنتون لي على موقع دوري كرة القاعدة الرئيسي (الإنجليزية)
- ثورنتون لي على موقعبيزبول رفرنس.كوم (الدوري الرئيسي) (الإنجليزية)
- ثورنتون لي على موقعبيزبول رفرنس.كوم (الدوري الثانوي) (الإنجليزية)
- ثورنتون لي على موقع جمعية أبحاث البيسبول الأمريكية (الإنجليزية)